# Taisa Ahafonienka
Taisa Paułauna Ahafonienka (biał. Таіса Паўлаўна Агафоненка, ros. Таисия Павловна Агафоненко, Taisija Pawłowna Agafonienko; ur. 29 marca 1927 w Kleszczelach) – białoruska mistrzyni artystycznego wyplatania słomy. 

## Życiorys

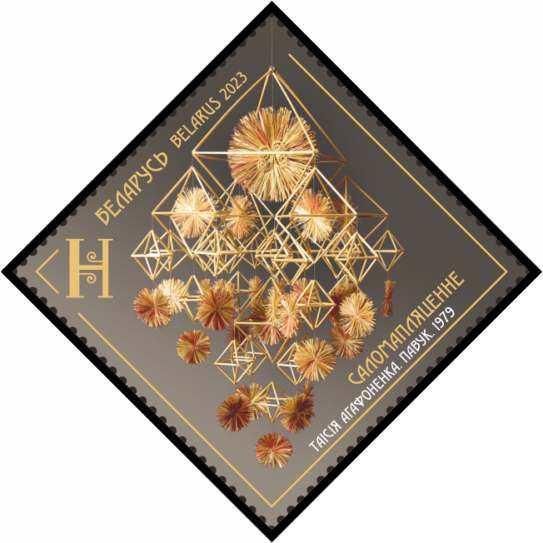
Białoruski znaczek pocztowy przedstawiający pająka wykonanego przez Taisę Ahafonienkę w 1979 roku

Urodziła się 29 marca 1927 roku w Kleszczelach, w powieckie bielskim województwa białostoskiego II Rzeczyspospolitej. Była córką Wiery Hauryluk. W 1957 roku ukończyła Mińską Szkołę Artystyczną. Od 1965 roku pracowała w Mińskiej Fabryce Artystyczno-Galanteryjnej, gdzie zakładała przemysł wyplatania słomy. Tworzyła przede wszystkim kompozycje na motywach świąt i obrzędów ludowych oraz wizerunki zwierząt.